# Iouri Poudychev
Iouri Alekseïévitch Poudychev (en russe : Юрий Алексеевич Пудышев) est un footballeur international soviétique et entraîneur de football biélorusse né le 3 avril 1954 à Kaliningrad (actuelle Korolev) et mort le 29 août 2021 à Baryssaw.

## Biographie
Natif de Kaliningrad (actuelle Korolev) dans l'oblast de Moscou, Poudychev est formé dans un premier temps au sein de l'équipe locale du Vympel avant de rejoindre en 1971 le Dynamo Moscou, pour qui il fait ses débuts professionnels lors de la saison 1973, à l'âge de 19 ans. Passant en tout trois saisons avec l'équipe première, il dispute 50 rencontres pour cinq buts marqués, jouant notamment la Coupe UEFA en 1974. Transféré au Dinamo Minsk en 1976, il s'impose rapidement comme un titulaire régulier au sein de l'équipe où il passe huit saisons et demi entre 1976 et 1984, disputant en tout 297 matchs et marquant 30 buts. Il prend ainsi part à la campagne victorieuse du club lors de la saison 1982 et dispute la Coupe des clubs champions 1983-1984 qui voit Minsk atteindre les quarts de finale. Il est également sélectionné une fois par la sélection soviétique d'Eduard Malofeev avec qui il joue un match amical contre l'Allemagne de l'Ouest le 28 mars 1984.
Poudychev fait son retour au Dynamo Moscou à la mi-saison 1984 et y joue notamment la Coupe des coupes 1984-1985 où l'équipe moscovite atteint les demi-finales. Il quitte définitivement la capitale et la première division à la mi-saison 1986 pour rallier le Dinamo Stavropol à l'échelon inférieure avant d'enchaîner des passages en troisième division au Dinamo Barnaoul et au Dinamo Samarkand entre 1988 et 1989. Il rejoint en 1990 le Dinamo Iakoutsk, avec qui il dispute la quatrième division en 1991 puis la troisième division russe lors des deux années qui suivent. Après un dernier passage au Samotlor-XXI Nijnevartovsk en 1994, il met un terme à sa carrière la même année à l'âge de 40 ans.
Ayant déjà occupé un poste d'entraîneur-adjoint au sein du Dinamo Iakoutsk entre 1990 et 1992, il obtient un poste similaire au Dinamo Minsk de 1994 à 1997 puis au BATE Borisov. Il devient à partir de là un adjoint régulier de Iouri Pountous, qu'il a déjà côtoyé à Iakoutsk puis à Nijnevartovsk, et avec qui il reste au BATE jusqu'en 2003 avant de le suivre au MTZ-RIPO Minsk entre 2004 et 2009, ainsi que lors de son passage à la tête de la sélection biélorusse de 2006 à 2007. En parallèle, Poudychev poursuit la pratique du football malgré sa retraite professionnelle et rechausse même brièvement les crampons avec le MTZ-RIPO en disputant deux rencontres de Coupe de Biélorussie en 2007 et 2008,. Après avoir rejoint le Dinamo Brest en 2010, il dispute le 25 octobre de la même année un dernier match de championnat contre le BATE Borisov et bat à cette occasion le record du joueur le plus vieux du championnat biélorusse à l'âge de 56 ans et demi,.
Quittant Brest durant le mois de juillet 2011, il fait ensuite son retour au BATE en novembre de la même année, occupant par la suite un poste d'entraîneur au sein des équipes de jeunes du club. Poudychev meurt une dizaine d'années plus tard le 29 août 2021 à l'âge de 68 ans.

## Statistiques
| Saison                | Club                       | Championnat           | Championnat | Championnat | Coupe(s) nationale(s) | Coupe(s) nationale(s) | Compétition(s) continentale(s) | Compétition(s) continentale(s) | Compétition(s) continentale(s) | Total | Total |
| Saison                | Club                       | Division              | M.          | B.          | M.                    | B.                    | Comp.                          | M.                             | B.                             | M.    | B.    |
| 1973                  | Dynamo Moscou              | D1                    | 13          | 2           | 5                     | 2                     | -                              | -                              | -                              | 18    | 4     |
| 1974                  | Dynamo Moscou              | D1                    | 20          | 1           | 3                     | 0                     | C3                             | 4                              | 0                              | 27    | 1     |
| 1975                  | Dynamo Moscou              | D1                    | 4           | 0           | 1                     | 0                     | -                              | -                              | -                              | 5     | 0     |
| Sous-total            | Sous-total                 | Sous-total            | 37          | 3           | 9                     | 2                     | -                              | 4                              | 0                              | 50    | 5     |
| 1976                  | Dinamo Minsk               | D1                    | 30          | 1           | -                     | -                     | -                              | -                              | -                              | 30    | 1     |
| 1977                  | Dinamo Minsk               | D2                    | 34          | 2           | 1                     | 0                     | -                              | -                              | -                              | 35    | 2     |
| 1978                  | Dinamo Minsk               | D2                    | 36          | 7           | 2                     | 0                     | -                              | -                              | -                              | 38    | 7     |
| 1979                  | Dinamo Minsk               | D1                    | 31          | 6           | 5                     | 1                     | -                              | -                              | -                              | 36    | 7     |
| 1980                  | Dinamo Minsk               | D1                    | 30          | 1           | 5                     | 3                     | -                              | -                              | -                              | 35    | 4     |
| 1981                  | Dinamo Minsk               | D1                    | 33          | 2           | 6                     | 0                     | -                              | -                              | -                              | 39    | 2     |
| 1982                  | Dinamo Minsk               | D1                    | 29          | 3           | 6                     | 3                     | -                              | -                              | -                              | 35    | 6     |
| 1983                  | Dinamo Minsk               | D1                    | 26          | 1           | 1                     | 0                     | C1                             | 4                              | 0                              | 31    | 1     |
| 1984                  | Dinamo Minsk               | D1                    | 13          | 0           | 3                     | 0                     | C1                             | 2                              | 0                              | 18    | 0     |
| Sous-total            | Sous-total                 | Sous-total            | 262         | 23          | 29                    | 7                     | -                              | 6                              | 0                              | 297   | 30    |
| 1984                  | Dynamo Moscou              | D1                    | 11          | 3           | 1                     | 0                     | C2                             | 4                              | 0                              | 16    | 3     |
| 1985                  | Dynamo Moscou              | D1                    | 30          | 1           | 3                     | 0                     | C2                             | 4                              | 0                              | 37    | 1     |
| 1986                  | Dynamo Moscou              | D1                    | 6           | 0           | -                     | -                     | -                              | -                              | -                              | 6     | 0     |
| Sous-total            | Sous-total                 | Sous-total            | 47          | 4           | 4                     | 0                     | -                              | 8                              | 0                              | 59    | 4     |
| 1986                  | Dinamo Stavropol           | D2                    | 21          | 2           | 1                     | 0                     | -                              | -                              | -                              | 22    | 2     |
| 1987                  | Dinamo Stavropol           | D2                    | 37          | 1           | 1                     | 0                     | -                              | -                              | -                              | 38    | 1     |
| 1988                  | Dinamo Stavropol           | D2                    | 17          | 2           | 1                     | 0                     | -                              | -                              | -                              | 18    | 2     |
| Sous-total            | Sous-total                 | Sous-total            | 75          | 5           | 3                     | 0                     | -                              | -                              | -                              | 78    | 5     |
| 1988                  | Dinamo Barnaoul            | D3                    | 9           | 0           | -                     | -                     | -                              | -                              | -                              | 9     | 0     |
| 1989                  | Dinamo Samarkand           | D3                    | 32          | 1           | -                     | -                     | -                              | -                              | -                              | 32    | 1     |
| Sous-total            | Sous-total                 | Sous-total            | 41          | 1           | -                     | -                     | -                              | -                              | -                              | 41    | 1     |
| 1991                  | Dinamo Iakoutsk            | D4                    | 33          | 1           | -                     | -                     | -                              | -                              | -                              | 33    | 1     |
| 1992                  | Dinamo Iakoutsk            | D3                    | 22          | 0           | -                     | -                     | -                              | -                              | -                              | 22    | 0     |
| 1993                  | Dinamo Iakoutsk            | D3                    | 27          | 3           | -                     | -                     | -                              | -                              | -                              | 27    | 3     |
| Sous-total            | Sous-total                 | Sous-total            | 82          | 4           | -                     | -                     | -                              | -                              | -                              | 82    | 4     |
| 1994                  | Samotlor-XXI Nijnevartovsk | D3                    | 12          | 0           | -                     | -                     | -                              | -                              | -                              | 12    | 0     |
| 2007                  | MTZ-RIPO Minsk             | D1                    | -           | -           | 1                     | 0                     | -                              | -                              | -                              | 1     | 0     |
| 2008                  | MTZ-RIPO Minsk             | D1                    | -           | -           | 1                     | 0                     | -                              | -                              | -                              | 1     | 0     |
| 2010                  | Dinamo Brest               | D1                    | 1           | 0           | 1                     | 0                     | -                              | -                              | -                              | 2     | 0     |
| Sous-total            | Sous-total                 | Sous-total            | 13          | 0           | 3                     | 0                     | -                              | -                              | -                              | 16    | 0     |
| Total sur la carrière | Total sur la carrière      | Total sur la carrière | 557         | 40          | 48                    | 9                     | -                              | 18                             | 0                              | 623   | 49    |

## Palmarès
Dinamo Minsk
- Champion d'Union soviétique en 1982.